# 新上五島町立太田小学校
新上五島町立太田小学校（しんかみごとうちょうりつ おおたしょうがっこう）は長崎県南松浦郡新上五島町太田郷にあった公立小学校。
2011年（平成23年）3月末をもって閉校した。

## 概要
歴史
1873年（明治6年）創立。2011年（平成23年）3月末をもって創立138年の歴史に幕を下ろした。
校区
中学校区は新上五島町立有川中学校。
校章
海の波と五芒星を図案化したものを背景にして、中央に「小」の文字を置いている。
校歌
1961年（昭和36年）に制定。作詞・作曲ともに川下寅之助による。歌詞は3番まであり、校名は歌詞中に登場しない。

## 沿革
- 1873年（明治6年）8月1日 - 「奈良尾東部学区公立太田小学校」として創立。
  - 阿瀬津・鯛之浦・神之浦に分校を設置。
- 1878年（明治11年）11月1日 - 統合により「有川学区公立有川小学校太田分校」となる。
  - 阿瀬津・鯛之浦・神之浦の分校を有川小学校に移管。
- 1882年（明治15年）10月1日 - 有川小学校から分離し「中通学区公立初等太田小学校」として独立。初等科（修業年限3年）を置く。
- 1886年（明治19年）9月 - 小学校令の施行により「簡易太田小学校」に改称。修業年限を3年とする。
- 1889年（明治22年）4月 - 町村制の施行により、有川村立の小学校となる。
- 1893年（明治26年）5月 - 「太田尋常小学校」に改称。修業年限を4年とする。
- 1902年（明治35年）4月1日 - 尋常科3・4年に女子児童対象の裁縫科を設置。
- 1907年（明治40年）4月 - 小学校令の改正で義務教育年限が4年から6年に延長されたため、尋常科5年を新設。
- 1908年（明治41年）4月 - 尋常科6年を新設。
- 1909年（明治42年）7月15日 - 義務教育年限延長により校舎が手狭になったため、校舎を新築。
- 1915年（大正4年）4月1日 - （有川村立）太田実業補習学校を併設。
- 1918年（大正7年）4月1日 - 高等科を併設し、「太田尋常高等小学校」に改称（尋常科6年・高等科2年）。
- 1920年（大正9年）10月 - 体操場を拡張。
- 1923年（大正12年）10月 - 校舎を増築。
- 1928年（昭和3年）1月 - 保護者会を創設。
- 1929年（昭和4年）3月10日 - 新校舎が完成。運動場を拡張。
- 1934年（昭和9年）10月17日 - 有川町の発足により、有川町立の小学校となる。
- 1935年（昭和10年）6月 - 併設の太田実業補習学校が（有川町立）太田青年学校に改称。
- 1941年（昭和16年）4月1日 - 国民学校令の施行により、「有川町太田国民学校」に改称。尋常科を初等科に改める（初等科6年・高等科2年）
- 1942年（昭和17年）8月27日 - 第二校舎一棟が暴風雨で倒壊し使用不能となる。
- 1944年（昭和19年）2月15日 - 倒壊した校舎が復旧。
- 1947年（昭和22年）4月1日 - 学制改革（六・三制の実施）が行われる。
  - 国民学校の初等科が改組され「有川町立太田小学校」（修業年限6年）となる。
  - 国民学校の高等科は青年学校の普通科と統合され、新制中学校「有川町立太田中学校」（修業年限3年）となり、当面の間小学校に併設される。
- 1948年（昭和23年）4月1日 - 太田中学校が統合により有川中学校太田分校となる。（分校校舎は太田小学校に併設される）。
- 1956年（昭和31年）[1]4月1日 - 有川中学校太田分校が分離し、有川町立太田中学校（再）として独立。
- 1958年（昭和33年）3月31日 - 有川町立太田中学校が有川中学校への統合により閉校。
  - しかし統合新校舎が完成するまでの間、太田地区の生徒は太田小学校を仮校舎にして授業を継続。
- 1960年（昭和35年）12月1日 - 有川・大田間のバス運行が開始。これにより中学校による太田小学校仮校舎使用が終了。
- 1961年（昭和36年）
  - 7月19日 - へき地集会所が完成。
  - 10月1日 - 校歌を制定。
- 1964年（昭和39年）2月21日 - 鉄筋コンクリート造2階建ての校舎が完成。
- 1966年（昭和41年）
  - 9月19日 - 鉄筋コンクリート造3階建ての校舎が完成。
  - 11月 - 幸福の像が完成。
- 1972年（昭和47年）1月 - 完全給食を開始。
- 1974年（昭和49年）7月 - 簡易海水プールが完成。
- 1975年（昭和50年）8月 - 創立100周年記念式典を挙行。
- 1978年（昭和53年）1月 - 体育館が完成。
- 1985年（昭和60年）8月 - 少年消防隊を結成。
- 1988年（昭和63年）9月 - 佐世保市立白南風小学校とへき地交流学習を実施。
- 2004年（平成16年）8月1日 - 新上五島町の発足により、「新上五島町立太田小学校」に改称。
- 2011年（平成23年）3月31日 - 新上五島町立有川小学校に統合され閉校。

## 周辺
- 太田郷簡易郵便局

## アクセス
最寄りのバス停
- 西肥自動車（西肥バス）五島営業所「太田」バス停

最寄りの国道・県道
- 長崎県道187号太田有川港線

## 参考資料
- 「有川町郷土誌」（1994年（平成6年）2月20日発行, 有川町郷土誌編集・編纂委員会）p.653-